# Tenaiko Range
Tenaiko Range är ett berg i Kanada.   Det ligger i provinsen British Columbia, i den sydvästra delen av landet, 3 800 km väster om huvudstaden Ottawa. Toppen på Tenaiko Range är 1 837 meter över havet, eller 279 meter över den omgivande terrängen. Bredden vid basen är 3,4 km.
Terrängen runt Tenaiko Range är huvudsakligen bergig.Trakten runt Tenaiko Range är nära nog obefolkad, med mindre än två invånare per kvadratkilometer.. Det finns inga samhällen i närheten. 
Trakten runt Tenaiko Range är permanent täckt av is och snö.